# Shinkansen L0
Shinkansen L0 (japonês: L0系, Hepburn: Eru-zero-kei, "L zero series") é um tipo de trem de alta velocidade maglev ainda em fase de testes pela Central Japan Railway Company (JR Central) para eventual uso na linha Chuō Shinkansen, em construção entre Tóquio e Osaka, no Japão. Quatorze veículos pré-produzidos estão sendo construídos pela Mitsubishi Heavy Industries e pela Nippon Sharyo, uma subsidiária da JR Central.

Trem A 5 passando por testes em setembro de 2013.

Um trem de sete vagões estabeleceu um novo recorde mundial de velocidade (603 quilômetros por hora) em 21 de abril de 2015. A previsão é que os trens comecem a funcionar a uma velocidade máxima de 505 km/h, oferecendo um tempo de viagem de 40 minutos entre Tóquio (Estação de Shinagawa) e Nagoya, e de 1 hora 7 minutos entre Tóquio e Osaka.